# هنر پدر بزرگ بودن

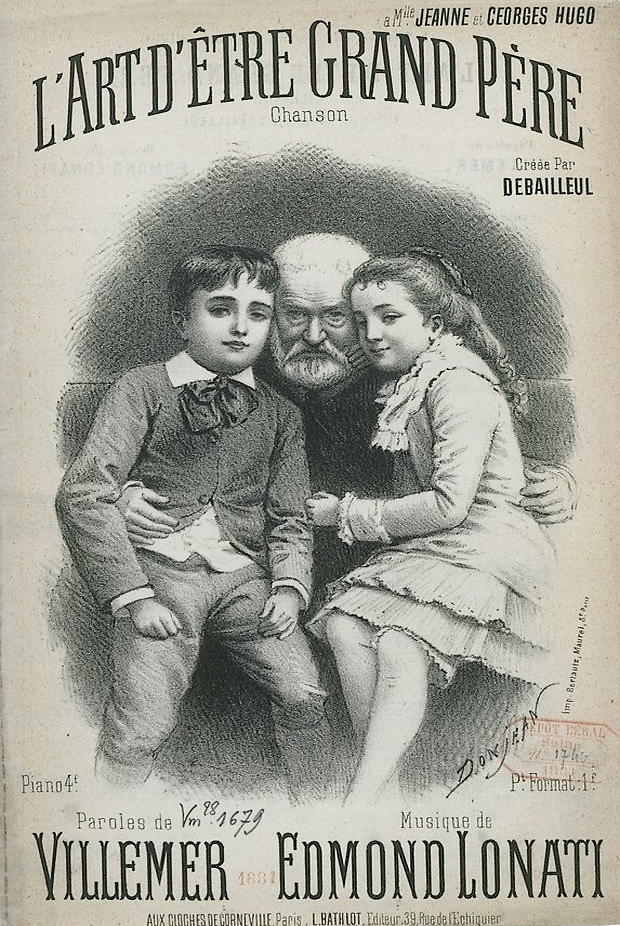
عکس ویکتور هوگو به همراه ژان و ژرژ هوگو

هنر پدر بزرگ بودن (کتاب) (به فرانسوی: L'Art d'être grand-père)
ویکتور هوگو این کتاب را به دو نوهٔ پسری اش ژان و ژرژ اختصاص داده است. حالات مختلف این دو کودک که در ایام پیری مایهٔ شادمانیش بودند و بار آلام و مشقات او را در خلال مبارزات و زد و خوردهایش سبک تر می‌کردند، در قطعات مختلف این مجموعه تشریح شده‌است. اشعار این کتاب همه زیبا و بدیع اند به ویژه قطعات «ژرژ و ژان»، «ژان فکر می‌کرد»، «ژان نان خشک داشت»، «آزاد کردن»، «طفلی که مرده است»، «پنجرهٔ گشوده»، «بچه‌ها وقتی که بزرگ شوند خواهند خواهند»